# The Salon
The Salon est une série télévisée de comédie américaine en six épisodes, diffusés en ligne le 13 mai 2020.

## Fiche technique
Sauf indication contraire, les informations mentionnées dans cette section peuvent être confirmées par la base de données cinématographiques IMDb,  présente dans la section « Liens externes ».
- Titre original : The Salon
- Réalisation : Roxanne Messina Captor
- Scénario : Roxanne Messina Captor
- Photographie :
- Musique : Judith Owen
- Montage : Sunghwan Moon
- Décors : Kory Mann
- Costumes : Caroline Skubik
- Producteur : Roxanne Messina Captor, Lori Howard Glasgow, Anthony Nex et Louise Masin Sattler
  - Producteur délégué : Tom Russo et Kelsey Grammer
- Sociétés de production : Messina-Captor Films
- Société de distribution :
- Chaîne d'origine :
- Pays d'origine :  États-Unis
- Langue originale : anglais
- Genre : Comédie
- Durée :

## Distribution

### Acteurs principaux
- Vanessa Guide : Rita
- Akende Munalula : Abimbola
- Luis Jose Lopez : Ricardo
- Eddie Buck : Eddie
- Candy Washington : Nicole
- Harry Shearer : Marc Gavin
- Gail Bearden : Mme Dubois

## Épisodes
1. Extra Virgin Hair
2. HUGS and KISSES
3. Let's Get Social
4. No Mess, No Trace
5. Mirror, Mirror
6. New Kind Era